# 北海道道283号砂川新十津川線
北海道道283号砂川新十津川線（ほっかいどうどう283ごう すながわしんとつかわせん）は、北海道砂川市と樺戸郡新十津川町を結ぶ一般道道（北海道道）である。全線が2車線で供用されている。

## 概要

### 路線データ
- 起点：北海道砂川市西1条北9丁目（国道12号・北海道道627号文珠砂川線交点）
- 終点：北海道樺戸郡新十津川町字花月（国道275号交点）
- 路線延長：4.0km（総延長）

## 歴史
- 1957年（昭和32年）- 7月25日 231号として路線認定[1]。
- 1994年（平成6年）- 10月1日 路線番号を283号に変更[2]。

## 路線状況

### 道路施設
主な橋梁
- 砂川大橋（石狩川）＝砂川市北光 - 新十津川町字花月

## 地理

### 通過する自治体
- 空知総合振興局
  - 砂川市
  - 樺戸郡新十津川町

### 交差する道路
砂川市
- 国道12号 - 西1条北9丁目（起点）
- 北海道道627号文珠砂川線 - 西1条北9丁目（起点）

新十津川町
- 国道275号 - 花月（終点）

### 沿線にある施設など
砂川市
- コープさっぽろ砂川店 - 西1条北10丁目1-17（2025年秋ごろに道道283号を挟んで南側にある砂川市立中央小学校のあった市有地（西3条北7丁目）に移転予定[3]）
- 北光公園 - 西3条北10丁目